# Otón
Marco Salvio Otón (en latín: Marcus Salvius Otho; 28 de abril de 32-Brescello, 15, 16 o 17 de abril de 69) fue un emperador romano que gobernó del 15 de enero hasta mediados de abril de 69, en el llamado: «año de los cuatro emperadores».
Otón pertenecía a una familia de origen etrusco recién elevada a la nobleza; bajo Augusto formó parte de la aristocracia senatorial y desde Claudio accedió al patriciado. Marco Salvio se convirtió en uno de los amigos más cercanos de Nerón en 55, pero más tarde, en el 58 o 59, el emperador lo envió al exilio como gobernador de Lusitania. En 68, Otón apoyó la rebelión del gobernador de Tarraconense, Servio Sulpicio Galba, quien se proclamó emperador, con la esperanza de ser nombrado su sucesor. Defraudado en sus expectativas, organizó un golpe de Estado y el 15 de enero de 69 los pretorianos asesinaron a Galba y proclamaron emperador a Otón.
Otón trató de resolver la crisis política del imperio, pero cuando tomó el poder varias provincias occidentales ya habían apoyado a otro aspirante al título imperial; el gobernador de Germania Inferior, Aulo Vitelio. La guerra civil estalló en el sur de Galia y en el norte de Italia. Las primeras batallas fueron victoriosas para los comandantes de Otón, sin embargo, fueron derrotados en la decisiva batalla de Bedriacum, el 14 de abril de 69. No queriendo continuar la guerra civil, Otón se suicidó dos días después.

## Fuentes para su biografía

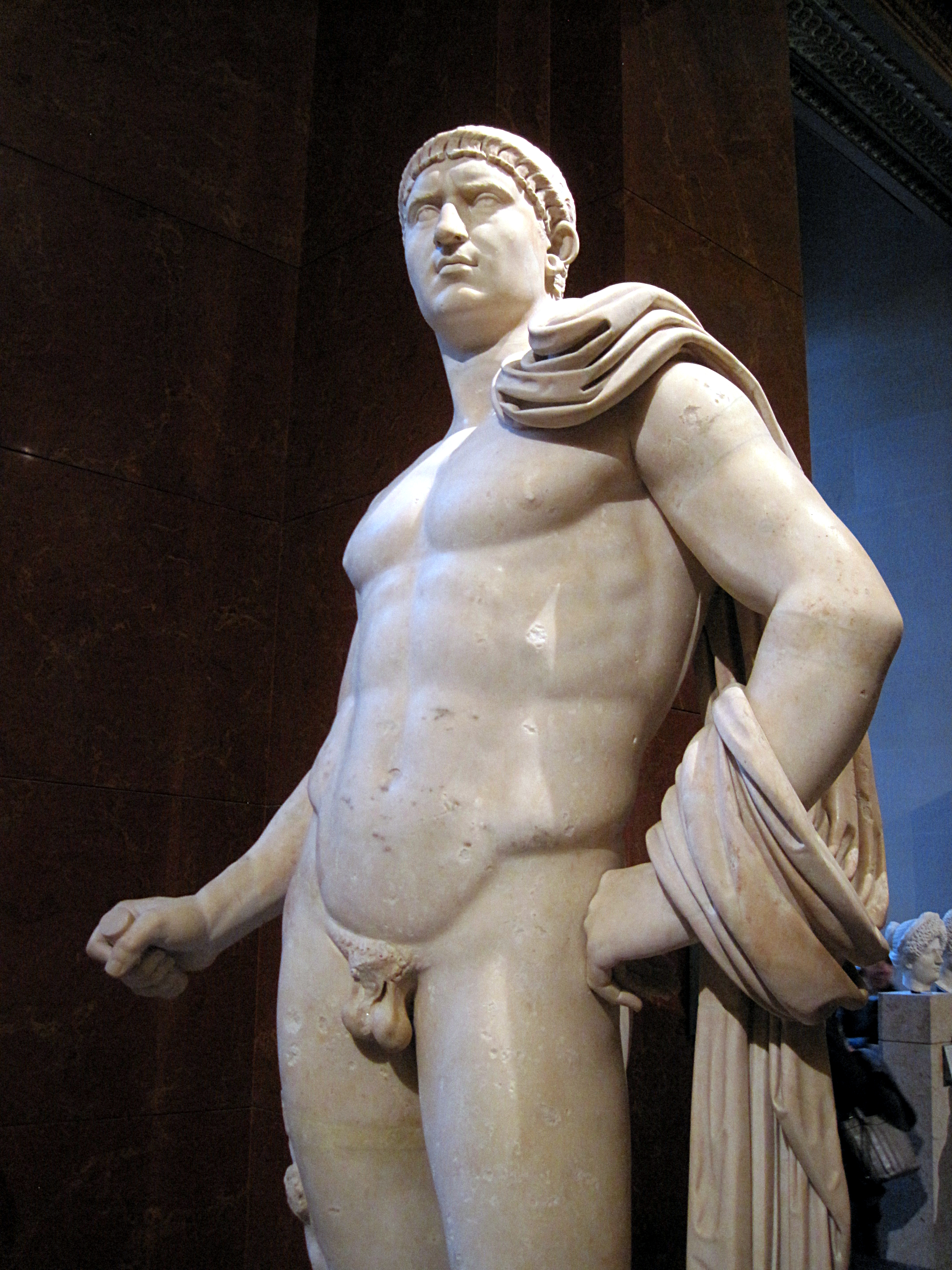
Estatua del emperador Otón en el Louvre de París.

### Primeros años

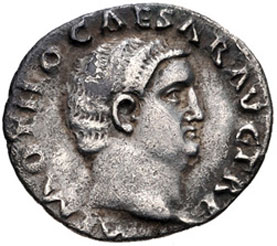
Efigie de Otón en una moneda.

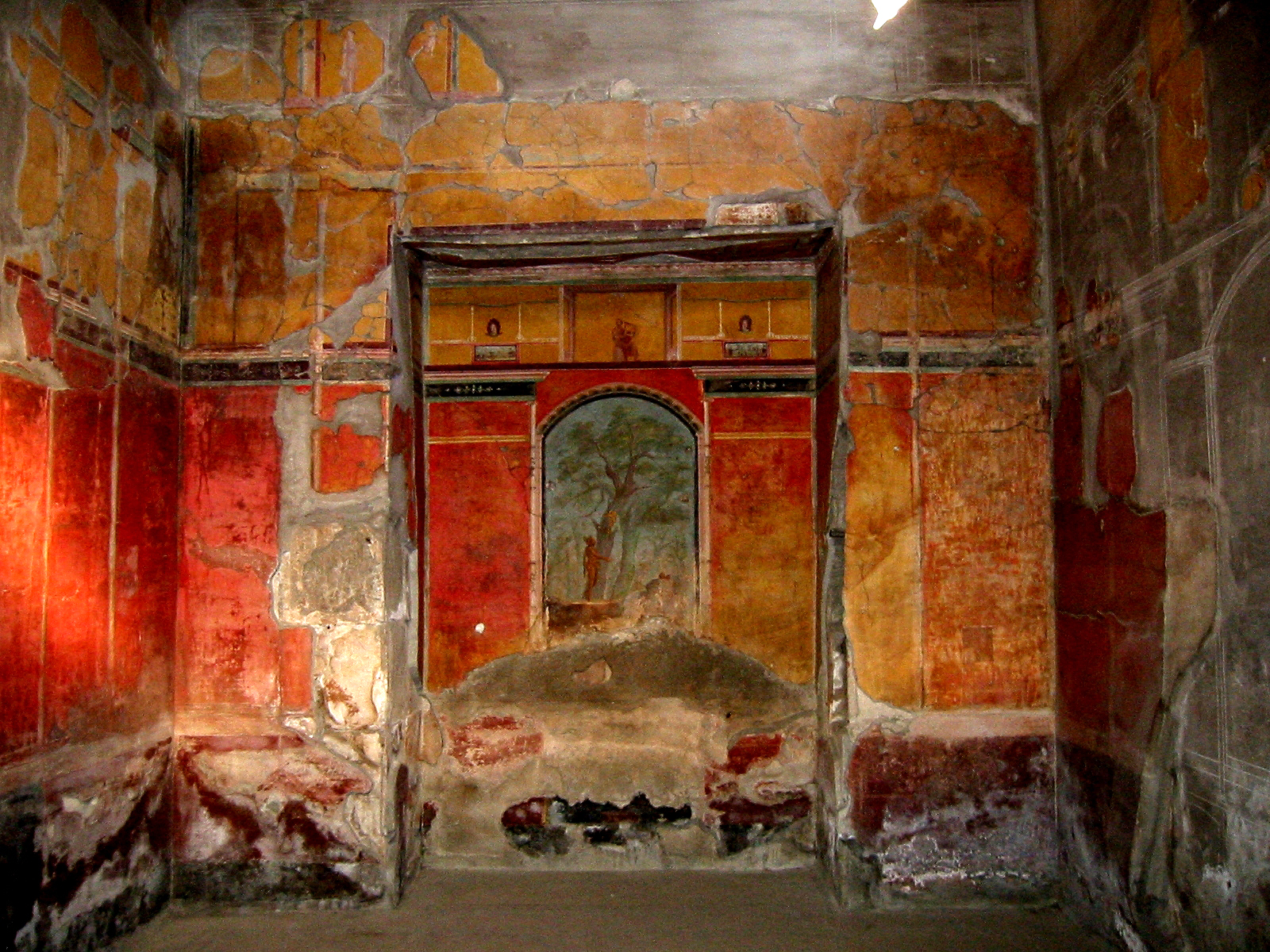
Interior de la Villa Popea en Oplontis.

### Del lado de Galba

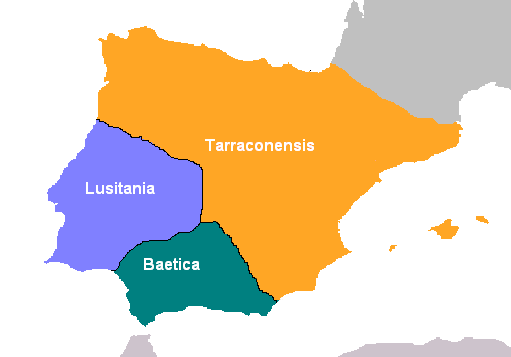
Hispania tras la reforma de Augusto en el 27 a. C.

### Ascenso al poder

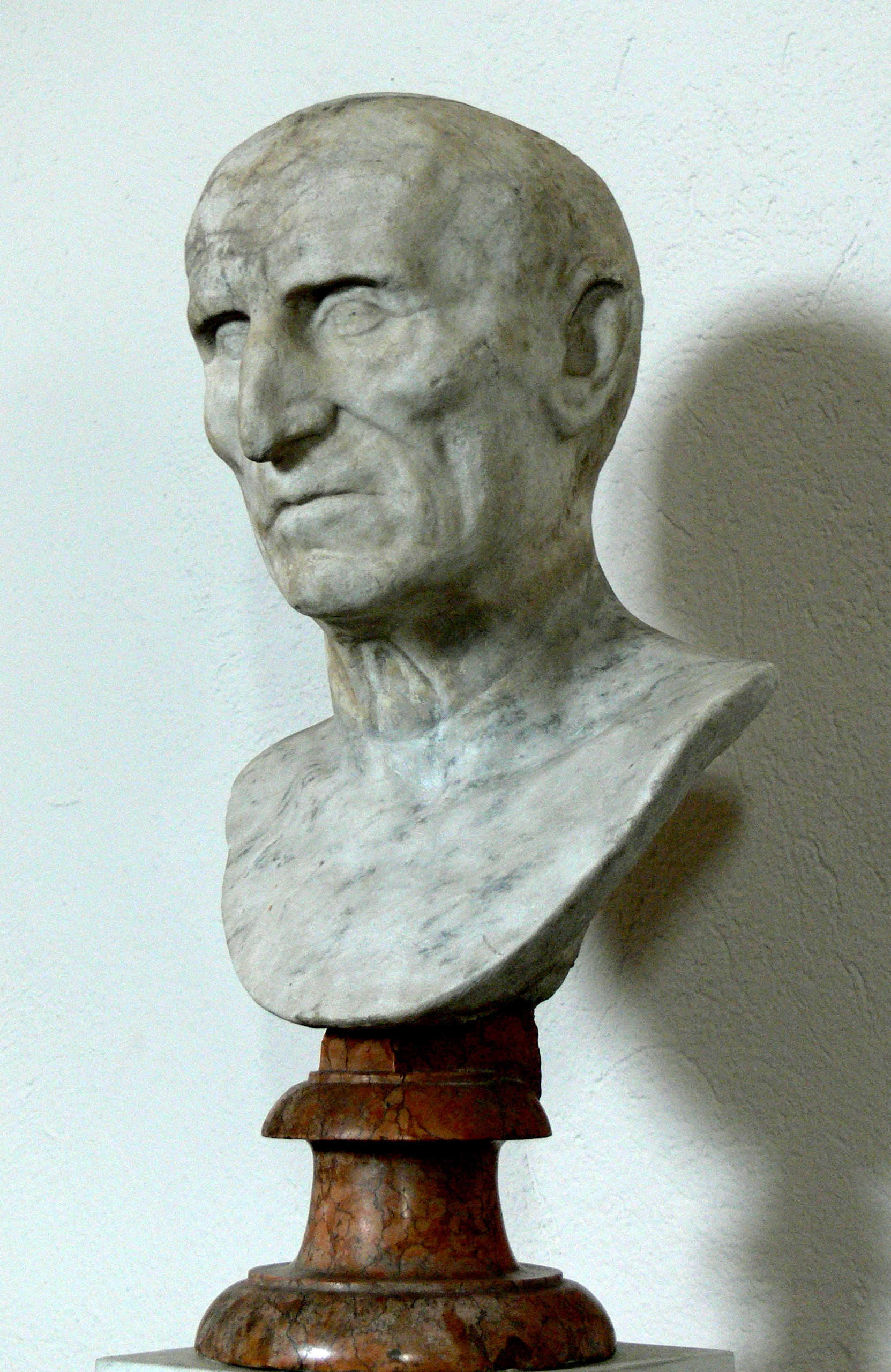
Emperador Galba.

### Comienzo del reinado

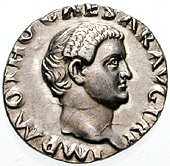
Denario del emperador Otón.

El Imperio romano en el 68-69. Las provincias leales a Vespasiano, Vitelio, Galba y Otón están marcadas con diferentes colores.